# Уоллес, Генри Эгард
Ге́нри Э́гард Уо́ллес (англ. Henry Agard Wallace; 7 октября 1888, Ориент, Айова — 18 ноября 1965, Данбери, Коннектикут) — американский политический деятель, журналист и предприниматель.
В 1933—1940 годах министр сельского хозяйства, в 1941—1945 годах вице-президент США в правительстве Франклина Делано Рузвельта. Сторонник рузвельтовского курса во внутренней и внешней политике. В 1945—1946 годах — министр торговли.
Выступал с леволиберальных позиций. Стал активным сторонником развития сотрудничества между СССР и США в годы Второй мировой войны и после её окончания.
Уоллес даже требовал, чтобы США поделились с СССР секретом атомного оружия как с бывшим союзником, способным эволюционировать в сторону демократии; признавал необратимость перемен в послевоенной Восточной Европе. Решительно выступал против холодной войны, заявляя (1946): «Мы должны заложить основы для установления подлинного мира с Россией. Идеологический конфликт будет существовать всегда, но это не может служить причиной того, чтобы дипломаты не могли создать основы для безопасного существования обеих систем рядом друг с другом». Поддерживал идею раздела мира на сферы влияния.
После фултонской речи У. Черчилля (1946), в которой было введено понятие «железный занавес», предупреждал президента Трумэна: «Чем более жёстко мы ведём себя, тем более жёсткими будут становиться русские». Это и подобные заявления дали основание его политическим противникам назвать Уоллеса «сталинистом», а созданную им Прогрессивную партию обвинить в «пособничестве коммунизму». Уоллес был отправлен Трумэном в отставку с должности министра торговли.
Указывают, что «его идеалом было конвергентное сообщество, сочетающее лучшие стороны „американского капитализма“, „европейского социализма“ и „русского коммунизма“».
На выборах 1948 года выдвинул свою кандидатуру на должность президента от Прогрессивной партии, но потерпел поражение.
В последние годы жизни отошёл от политической деятельности, занимаясь сельским хозяйством.
Советское руководство пыталось использовать Уоллеса в пропагандистских интересах, используя, в частности, его «открытое письмо» Сталину в мае 1948 года, содержавшее критику американской внешней политики. В 1952 году под влиянием Корейской войны Уоллес выступил с резкой критикой советского режима, что вызвало крайнее недовольство руководителей СССР. Фамилия Уоллеса практически перестала упоминаться в сообщениях советской прессы.

## Молодость и занятие бизнесом
Уоллес родился в семье успешного фермера. В 1910 году Генри Уоллес окончил сельскохозяйственный колледж Айовы и начал работать в отцовском хозяйстве, а также издавал журнал для фермеров.
Уоллес занялся экспериментами по выведению новых высокопродуктивных и засухоустойчивых гибридов кукурузы. В 1924 году он начал продавать семена созданного им двойного межлинейного гибрида Copper Cross, который получил золотую медаль за урожайность на аграрной выставке. Уоллес создал обширную сеть фермеров-дилеров, которые размножали и продавали семена его гибридов.
В 1926 году Генри Уоллес создал семеноводческую фирму Hi-Bred Corn, позже ставшую корпорацией Pioneer Hi-Bred International, крупнейшим мировым поставщиком семян кукурузы. Уже к концу 1930-х годов 50 % всей американской кукурузы выращивалось из семян этой фирмы, и Уоллес стал богатым человеком.

## Политическая карьера

### Министр сельского хозяйства
4 марта 1933 года, в день своей первой инаугурации, президент Франклин Делано Рузвельт назначил Уоллеса на должность министра сельского хозяйства в своем кабинете. В 1921—1924 годах эту должность занимал отец Генри Эгарда, Генри Кэнтвел Уоллес. Уоллес был республиканцем и придерживался либеральных взглядов, но поддержал Новый курс Рузвельта и вскоре присоединился к Демократической партии. Уоллес проработал в должности министра сельского хозяйства до 4 сентября 1940 года, когда ему был предложен пост вице-президента США во время предвыборной кампании Рузвельта на выборах президента США 1940 года.

### Вице-президент
В мае 1944 года совершил официальный визит в Советский Союз, посетил советскую Среднюю Азию и Дальний Восток, а также побывал на Колыме: в Магадане, посёлках городского типа Сусуман и Сеймчан, а также на золотоносном прииске имени Фрунзе.

### Связь с Рерихом и его роль в карьере Уоллеса
Во время президентских выборов 1940 года республиканцами была выявлена серия писем, написанных Уоллесом к Николаю Рериху. В этих письмах Уоллес обращался к Рериху как к «Дорогому Гуру» и подписывал все свои письма буквой «G», что означало — Галахад. Это имя ему было дано Рерихом. В этих письмах Уоллес писал Рериху, что он ожидает «прихода Нового Дня», когда люди из «Северной Шамбалы» положат начало эре мира и благополучия. На вопрос об этих письмах Уоллес заявлял, что они являются подделкой.
Уоллес был приверженцем Н. К. Рериха и его идей с середины 1920-х годов. С согласия Рузвельта Уоллес активно лоббировал в Конгрессе США Пакт Рериха, который был подписан в Вашингтоне делегатами 22 американских стран в 1935 году. В 1934 году Министерство сельского хозяйства США отправило Рериха с экспедицией на поиск засухоустойчивых растений для предотвращения повтора ситуации Пыльного котла. Однако во время экспедиции Николай Рерих и его сын Юрий вели политическую деятельность, которой настолько скомпрометировали правительство США, что Уоллес досрочно прекратил экспедицию, а в своих мемуарах даже попытался завуалировать тот факт, что он когда-либо имел связь с Рерихом.
Когда в 1940 году республиканцы пригрозили обнародовать «эксцентричные» религиозные убеждения Уоллеса, демократы ответили угрозой разглашения информации о республиканском кандидате Уэнделле Уилки, который по слухам имел внебрачные отношения с писательницей Иритой Ван Дорен. Республиканцы согласились не публиковать «письма Гуру». Однако зимой 1947 года независимый обозреватель Вестбрук Пеглер опубликовал выдержки из этих писем в газете и использовал их в своих статьях как доказательство того, что Уоллес не подходит для поста президента (на выборах 1948 года Уоллес стал кандидатом на пост Президента США от Прогрессивной партии).

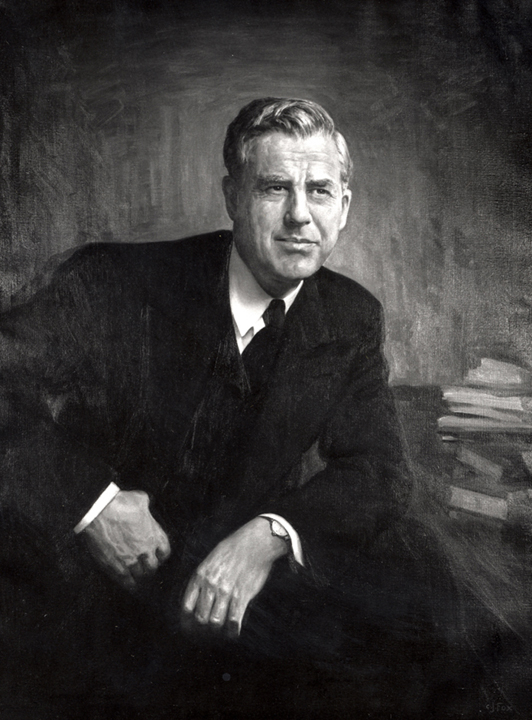
Портрет Генри Уоллеса

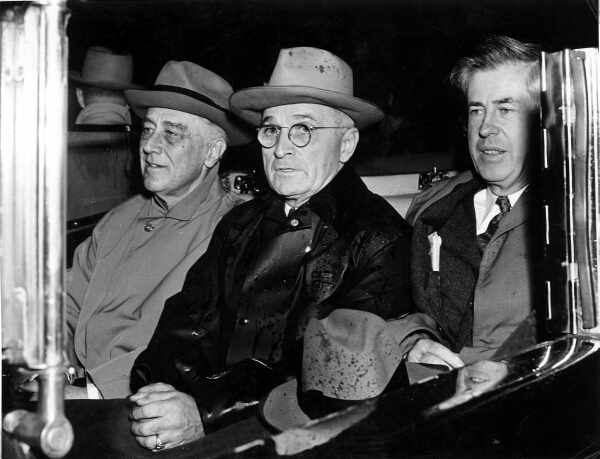
Рузвельт, Трумэн и Уоллес в ноябре 1944 года

### Министр торговли
В 1945 году Рузвельт назначил Уоллеса министром торговли. Уоллес проработал в этой должности со 2 марта 1945 года по 20 сентября 1946 года, когда он был снят с неё президентом Гарри Труменом из-за разногласий в вопросах политики в отношении Советского Союза.

### «Новая Республика»
После смещения с должности министра торговли США работал редактором журнала «Новая Республика» (The New Republic), который использовал для активной критики международной политики Трумена. После выдвижения доктрины Трумена в 1947 году Уоллес предсказал, что эта внешнеполитическая программа в отношении СССР обозначит начало «века страха». Альберт Эйнштейн тогда писал Уоллесу: «Я не могу не выразить своё высочайшее и безоговорочное восхищение Вашим письмом президенту от 23 июля. В нём содержится глубокое понимание фактической и психологической ситуации и многообещающее понимание нынешней американской внешней политики. Ваша мужественная позиция заслуживает благодарности всех нас, с глубокой тревогой наблюдающих за действиями нашего нынешнего правительства».

### Президентские выборы 1948 года
В 1948 году Уоллес решил участвовать в президентских выборах и создал для этого собственную Прогрессивную партию.
Во время предвыборной кампании его политические противники обвиняли его в симпатиях к СССР и припомнили ему хорошие слова в адрес СССР и Сталина во время войны, дружбу с Рерихом, а также то, что во время поездки по СССР в 1944 году Уоллес, посетив Магадан, «не заметил» там никаких заключённых Гулага.
В итоге на президентских выборах Уоллес набрал всего около трёх процентов голосов и навсегда оставил публичную политику.

## Частная жизнь
Уоллес на своей новой ферме в Коннектикуте занялся птицеводством и создал современный селекционный центр, где были выведены куры яичной породы Хай-Лайн. Куры этой породы сейчас производят около 10 процентов всех куриных яиц в мире.
Уоллес много путешествовал, в возрасте 70 лет выучил итальянский и португальский языки. Умер он 18 ноября 1965 года.